# 泰尔南
泰尔南（法語：Ternand，法語發音：[tɛʁnɑ̃]）是法国罗讷省的一个市镇，属于索恩河畔自由城区。

## 地理
泰尔南（45°56'41"N, 4°32'5"E）面积10.75 平方千米，位于法国奥弗涅-罗讷-阿尔卑斯大区罗讷省，该省份为法国中东部省份，北起顺时针与索恩-卢瓦尔省、安省、里昂大都会、伊泽尔省和卢瓦尔省接壤。
与泰尔南接壤的市镇（或旧市镇、城区）包括：莱特拉、迪耶姆、圣波勒、圣韦朗、瓦勒德万。

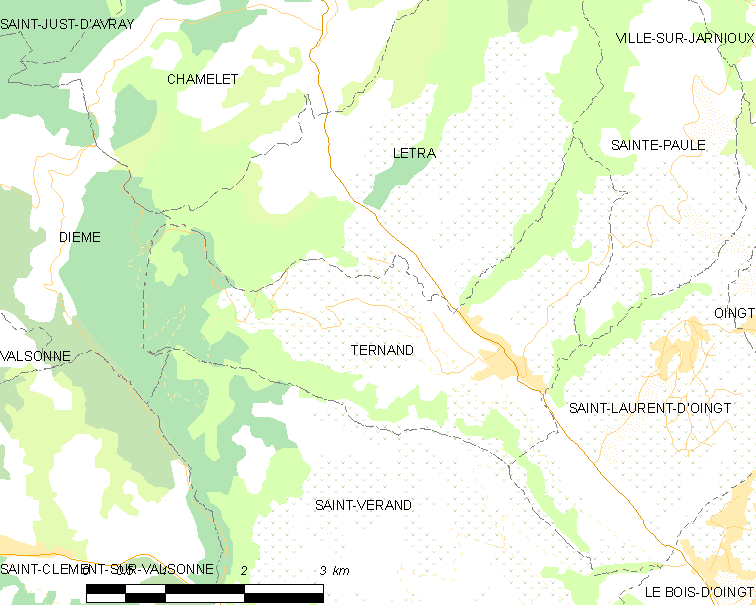
泰尔南的OSM定位图

泰尔南的时区为UTC+01:00、UTC+02:00（夏令时）。

## 行政
泰尔南的邮政编码为69620，INSEE市镇编码为69245。

## 政治
泰尔南所属的省级选区为瓦勒德万县。

## 人口

1962-2008年间泰尔南人口变化图示

泰尔南于2022年1月1日时的人口数量为747人。